# Chris Humphries
Chris Humphries (Derby (Verenigd Koninkrijk), 29 april 1947 - 31 juli 2009) was een Britse botanicus. Tussen 1966 en 1969 studeerde hij aan de University of Hull in Kingston upon Hull. Tussen 1969 en 1972 studeerde hij aan de University of Reading in Reading (Engeland). Aan deze universiteit behaalde hij in maart 1072 een Ph.D met het proefschrift A Systematic study of Argyranthemum.
Tussen 1972 en 1974 was hij werkzaam als assistent-conservator van het European Herbarium, een herbarium dat deel uitmaakte van het British Museum (Natural History) in Londen. Tussen 1974 en 1980 was hij hiervan de hoofdconservator. Tussen 1980 en 1990 was hij wetenschappelijk directeur van het General Herbarium van het British Museum (Natural History). Van 1994 tot 1997 was hij hoofd van de afdeling bedektzadigenonderzoek van het in 1992 in Natural History Museum omgedoopte British Museum (Natural History). Vanaf 1997 was hij als onderzoeker van verdienste verbonden aan de afdeling botanie van het Natural History Museum.
Humphries hield zich bezig met botanisch onderzoek op het gebied van homologie, historische biogeografie, biodiversiteit, natuurbescherming en systematiek. Hij hield zich tevens bezig met floristisch onderzoek van Groot-Brittannië en Ierland.
Humphries was lid van meerdere wetenschappelijke organisaties waaronder de Linnean Society of London, waarvoor hij tussen 1990 en 1999 botanisch secretaris was. Van 1978 tot 1983 zat hij in de redactie van Botanical Journal of the Linnean Society.
In 1980 onderscheidde de Linnean Society of London Humphries met de Bicentenary Medal, een onderscheiding vanwege uitzonderlijke prestaties voor een bioloog die jonger is dan veertig jaar. In 2001 eerde de Linnean Society of London hem met de Linnean Medal, vanwege zijn verdiensten voor de plantkunde.
Humphries droeg bij aan artikelen in meerdere wetenschappelijke tijdschriften, waaronder Annals of the Missouri Botanical Garden, Australian Journal of Botany, Botanical Journal of the Linnean Society, Edinburgh Journal of Botany, Nature, Taxon en Willdenowia. Hij was (mede)auteur van meer dan tweehonderd botanische namen, met name van taxa binnen de composietenfamilie (Asteraceae). Hij droeg bij aan de Flora Mesoamericana, een samenwerkingsproject dat is gericht op het in kaart brengen en beschrijven van de vaatplanten van Meso-Amerika.